# Opat

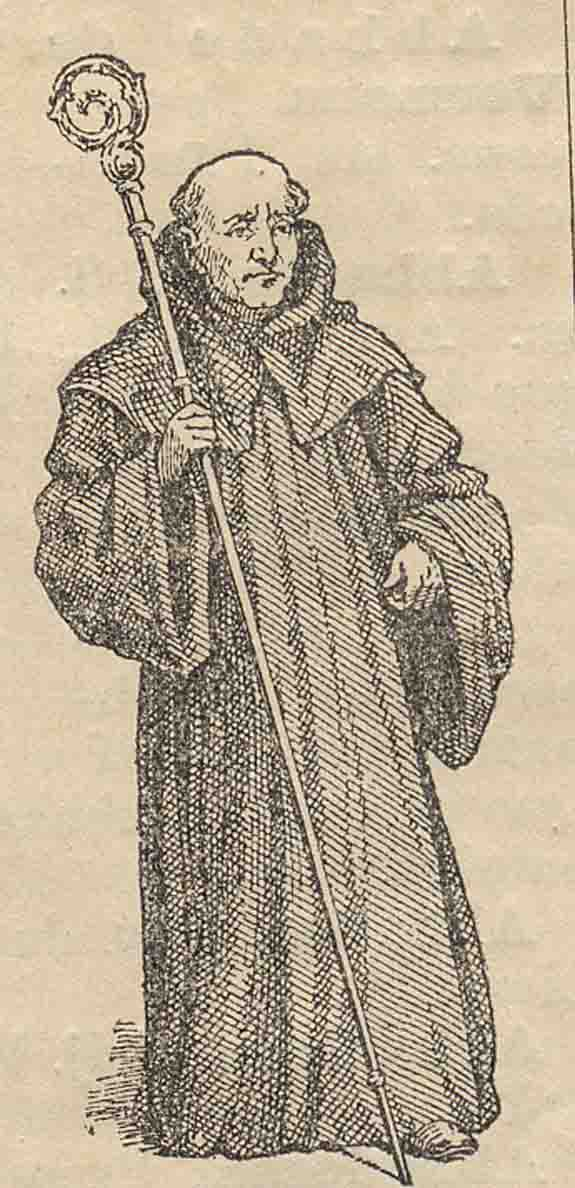

Opat je představený kláštera některých mužských řádů. Zpravidla stojí v čele opatství. Úřad je možné udělit také čestně (titulární opat v čele opatství nestojí). Podobnou roli jako opat má u ženských řádů abatyše. Arciopat je titul opata ustanoveného v arciopatství. 

## Původ a titul

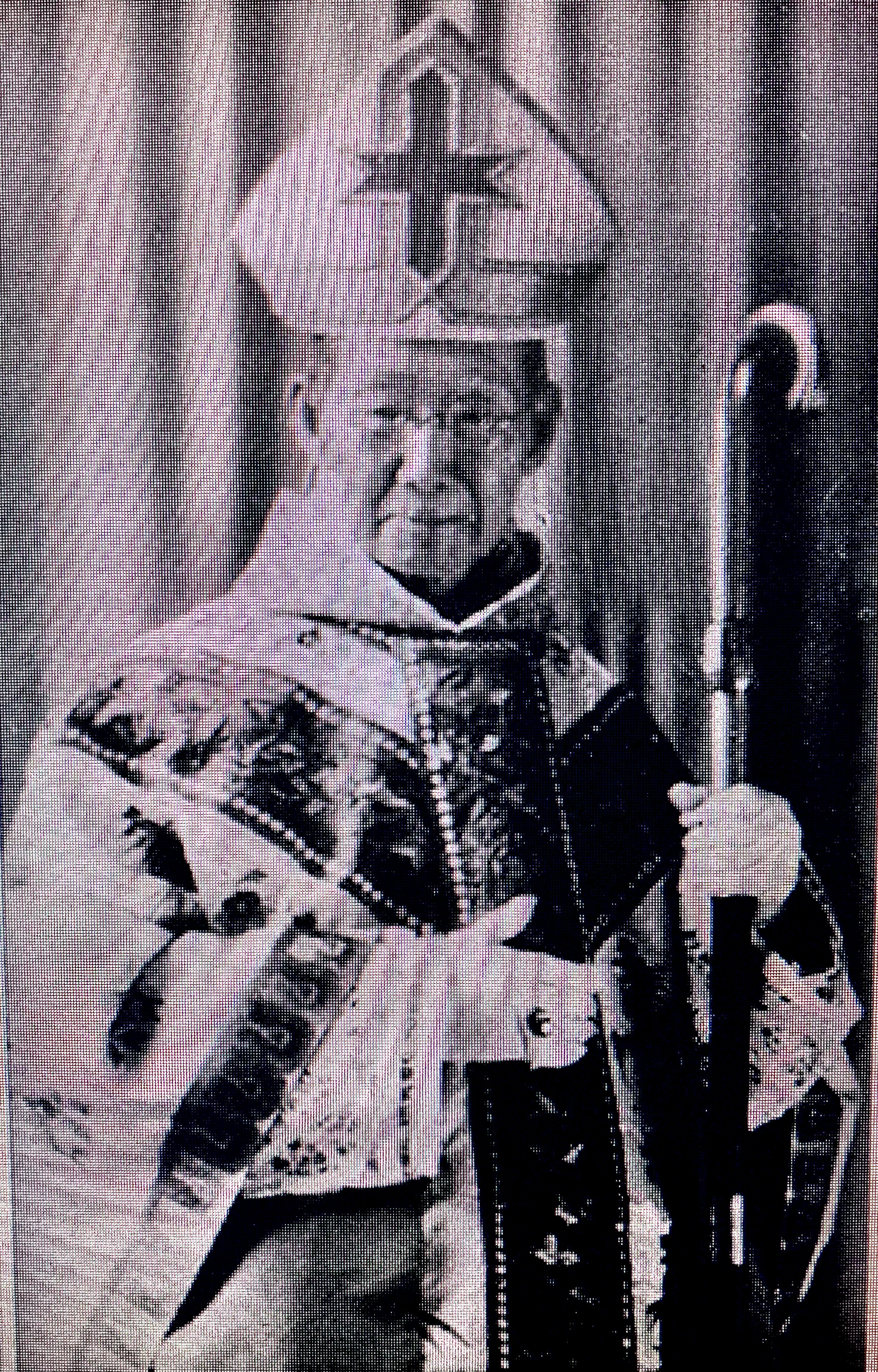
Opat Lou Tseng-Tsiang s mitrou a pontifikálními rukavicemi

Slovo opat je odvozeno z latinského abbas, a to z hebrejského abba, otec. V prvních křesťanských stoletích to bylo uctivé oslovení, později čestný titul a od 6. století podle řehole Benedikta z Nursie označení představeného mnišské komunity. Titul a funkci opata užívají benediktini a další mužské řády, které vznikly jejich reformami (cisterciáci, trapisté atd.) a také premonstráti. Představení klášterů později vzniklých řeholních řádů a kongregací užívají místo toho označení převor, kvardián, probošt nebo rektor.

## Funkce
Opat je svrchovaný představený s rozhodovací i soudní pravomocí, teprve od Tridentského koncilu (1545–1563) podléhá dozoru místního biskupa. Jen v některých otázkách, například při prodeji nebo koupi majetku, se musí poradit se svou komunitou. Opatem může být zvolen pouze kněz, volí ho všichni členové komunity, a to na doživotí, opat ovšem může rezignovat. Volbu potvrzuje biskup, který nově zvolenému opatovi také při opatské benedikci předává insignie jeho úřadu: berlu, prsten a mitru. Opatská hodnost patří mezi preláty, opat však nemá biskupské svěcení, a tedy ani jeho pravomoci.

## Znak a atributy
Opatský znak je od pozdního středověku charakterizován černým širokým kloboukem (galerem), dvanácti černými uzlíky či třapci po stranách a svisle postavenou berlou za štítem. Na stuze pod štítem může být heslo.

## Další významy
Opat primas je volený předseda shromáždění všech opatů benediktinského řádu. V řádech premonstrátů, cisterciáků a trapistů existuje pro obdobnou funkci označení generální opat.
Ve středověku a v raném novověku se samostatnost kláštera zakládala na jeho nemovitém majetku, který opat spravoval a byl tudíž i světským pánem. Jako takový podléhal – podobně jako biskupové – svému lennímu pánovi, případně panovníkovi, který ho sám jmenoval. Proto se od raného středověku vyskytovali i laičtí opati (nebo také opati-komendátoři), kteří někdy nebyli ani členy řádu a vykonávali pouze tuto světskou vládu.
Za německé reformace si opati reformovaných klášterů ponechali svůj titul, časem se však označovali spíš jako preláti nebo probošti. 
Ve Francii se od 16. století opět oživil starý význam slova abbas a rozšířil se titul abbé jako zdvořilé oslovení (obvykle mladšího) kněze, který nemá žádnou zvláštní funkci.

## Východní církve

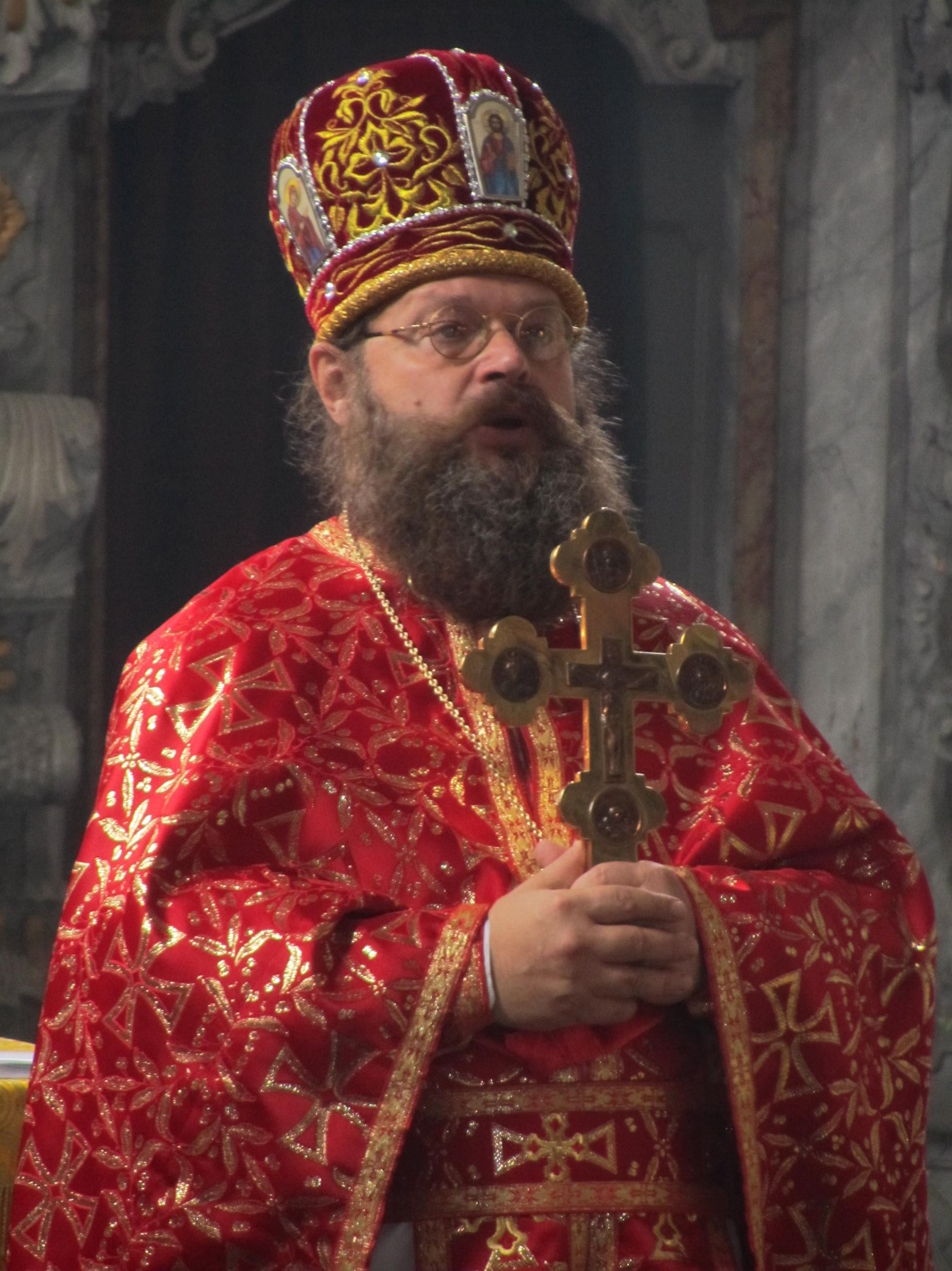
Pravoslavný archimandrita Marek (Krupica) s východní mitrou a žehnacím křížem

Ve východních církvích (v Pravoslaví a východních katolických církvích) odpovídá funkci opata igumen (hégúmenos) a archimandrita je ekvivalent pro arciopata.

## Galerie

Schéma znaku opata (užívá se)
Schéma znaku územního opata (užívá se)
Schéma znaku pro opata-komendátora (titul zrušen, toto schéma se však užívá pro generální vikáře nebo biskupské vikáře)